# История Мали
В этой статье описывается история Мали.
Находки черепов из Эрк Ине Сакане относятся к афалу-мехтоидной расе.
Территория современной Мали была заселена народами негроидной расы во время неолитического субплювиала ок. 7 тысячелетий назад (асселарский человек). Они занимались охотой, рыболовством, скотоводством. С 3-го тысячелетия до н. э. начали заниматься земледелием, в том числе в ныне пустынных и полупустынных районах.

## Средние века
С III века н. э. на территории современной Мали существовали 3 сменявшие друг друга империи: Гана (III-XI века), Мали (XIII-XV века), Сонгай (XV-XVI века). В конце XI века Гана была завоевана Альморавидами, началась исламизация местного населения. В конце XVI века марокканский султан Ахмад аль-Мансур завоевал империю Сонгай. В XVII веке образовались два государства бамбара, они воевали между собой, а в начале XIX века объединились для борьбы против  тукулёр.
В середине XIX века тукулёр подчинили себе все территории на юге нынешней Мали. В 1878–1898 годах часть территории современной Мали входила в империю Вассулу, которую создал Самори Туре.

## Колониальный период
Во 2-й половине XIX века началась колониальная экспансия Франции на территории нынешней Мали. Франция вела войну с  тукулер, используя вражду между этим доминировавшим тогда народом и подчинёнными ему бамбара, фульбе и др. К началу XX века почти вся территория современной Мали была подчинена французам.
В 1932 году была создана компания «Офис дю Нижер» по освоению земель в долине реки Нигер для выращивания риса и хлопка. Строились оросительные каналы, железные и автомобильные дороги.
В 1945 году Мали (Французский Судан) получила статус заморской территории Франции. Были созданы местные выборные органы власти, местные жители получили французское гражданство, разрешено создание политических партий и других организаций. В 1958 году был предоставлен статус автономной республики в составе Французского Сообщества.

## Независимость
В сентябре 1960 года Франция дала независимость республике Мали.
С 1960 по 1968 год страной правил Модибо Кейта, глава партии Суданский союз. Он установил тесные отношения с СССР и социалистическими странами в целом и провозглашал целью внутренней политики построение социализма с малийской спецификой.
В 1962 году правящая и единственная партия Мали объявила своей идеологической основой марксизм-ленинизм. Экономическое положение страны резко ухудшилось. Сократилось производство экспортных товаров, большинство предприятий госсектора оказались нерентабельными. Содержание госаппарата поглощало 80 % госбюджета. Ухудшилось положение трудящихся. В правительстве и партии возникли разногласия — левые требовали следовать дальше по коммунистическому пути, умеренные призывали к приватизации убыточных госпредприятий, отмене монополии внешней торговли, привлечении западного капитала, расширении экономических связей с капиталистическими странами.
В 1962-64 годах на севере Мали происходило восстание туарегов.
В ноябре 1968 года Модибо Кейту свергла группа военных во главе с лейтенантом (затем подполковником) Муссой Траоре, который исповедовал более прагматичный подход, продолжая пользоваться услугами социалистических стран, но активно сотрудничая и с западными.
В 1979 году Траоре создал свою партию — Демократический союз малийского народа, ввёл новую конституцию (в отличие от прежней конституции 1960 года — теперь гарантировалась свобода предпринимательства и право на частную собственность), провел парламентские и президентские выборы, в результате которых стал президентом страны.
В марте 1991 года президент Траоре был свергнут в результате военного переворота подполковником Амаду Туре. Были распущены парламент, запрещена партия Демократический союз малийского народа, введена многопартийность.
В апреле 1992 года состоялись президентские выборы. Победу на них одержал лидер Африканской партии за солидарность и справедливость Альфа Умар Конаре. Он демонстративно создал мемориал в честь Модибо Кейты и приговорил Мусу Траоре (а также его жену) к пожизненному тюремному заключению.
В 2002 году состоялись очередные президентские выборы, в первом же туре голосования победил Амаду Тумани Туре (набрав 64,35 % голосов, в то время как его основной соперник Сумайла Сиссе — лишь 35,65 %) и стал главой государства вместо Конаре, а в 2007 был переизбран на новый срок.
В январе 2012 года туареги на севере страны вновь подняли восстание. 22 марта военные во главе с капитаном Амаду Саного, поставившие в вину президенту неспособность подавить восстание туарегов, совершили государственный переворот. После военного переворота в Мали НДОА (Национальное движение за освобождение Азавада) ещё более активизировало свои действия, взяло историческую столицу Азавада Томбукту и всю территорию Малийского Азавада, объявило об одностороннем прекращении огня в связи с достижением цели освобождения Азавада и 6 апреля 2012 года провозгласило Независимое Государство Азавад. После введения санкций против Мали со стороны ЭКОВАС военные 7 апреля 2012 года согласились начать процесс передачи власти главе Национального собрания Д. Траоре, как того требует конституция 1992 года. 8 апреля 2012 года свергнутый президент Амаду Тумани Туре формально объявил о своей отставке. 12 апреля 2012 года глава Национального собрания Дионкунда Траоре был приведён к присяге как временный президент Мали. 1 мая военнослужащие, лояльные свергнутому президенту Амаду Тумани Туре, попытались провести контрпереворот, но он был подавлен.
Вскоре после провозглашения независимости Азавада обострились противоречия между сепаратистскими (умеренными) и исламистскими (радикальными) группировками повстанцев, а 8 июня между ними начались вооружённые столкновения. К концу июня 2012 года радикальная группировка «Ансар ад-Дин» установила контроль над городами Гао и Томбукту (ранее принадлежавших «умеренным») и приступили к разрушению древних мавзолеев и даже мечетей.
20 декабря 2012 года Совет Безопасности ООН одобрил резолюцию № 2085, которой санкционировалось развёртывание международной миссии по поддержке Мали (АФИСМА). Одной из целей миссии было названо восстановление власти правительства на севере страны. Также Совет призвал все страны оказывать поддержку «малийским силам обороны и безопасности в соответствии с их внутренними потребностями с целью восстановить власть малийского государства на всей национальной территории». Вооружённый конфликт был осложнён фактами совершения военнослужащими малийской правительственной армии, состоящей в основном из чернокожих, массовых убийств и изнасилований гражданского населения из числа туарегов, что было подтверждено в том числе министром обороны союзной малийскому правительству Франции.
В середине января 2013 года боевики радикальных исламистских группировок начали наступление на юг страны. 10 января они захватили населённый пункт Кона. Однако уже 11 января поступила информация о том, что правительственные войска отбили атаку исламистов и заняли Кону, чему в немалой степени способствовала активная вооруженная поддержка Франции. Также армию Мали поддержали контингенты из других африканских стран и практически вся территория страны к июню 2013 года перешла под контроль официальных властей.
В июне 2013 года в столице Буркина-Фасо при посредничестве президента Блеза Компаоре начались переговоры между властями Мали и повстанцами-туарегами. 18 июня было достигнуто соглашение, предусматривавшее немедленное прекращение огня, разоружение вооружённых групп, и целостность государства (туареги перестают требовать независимости Азавада от Мали). Стороны решили создать комитет из 4 представителей армии и 4 от туарегов, который будет определять сроки выполнения договора и следить за его выполнением. В течение 60 дней после выборов должен был быть начат диалог, касающийся административного и территориального устройства региона. Гарантом соглашения стало международное сообщество в составе представителя Генерального секретаря ООН, Евросоюза, ЭКОВАС, Африканского союза. 
В июле-августе 2013 года прошли президентские выборы, на которых победу одержал Ибрагим Бубакар Кейта. Однако в ноябре 2013 года перемирие с туарегами было сорвано после столкновений в городе Кидаль.
На президентских выборах в августе 2018 года Кейта вновь победил.
С 5 июня 2020 года на улицах Бамако начались демонстрации с призывом к президенту Кейте уйти в отставку. 18 августа 2020 года мятежные солдаты арестовали президента и премьер-министра Бубу Сиссе во время государственного переворота. Президент Кейта объявил о своей отставке и распустил Национальное собрание. 
Он был доставлен на военную базу Кати, откуда зачитал по телевидению заявление о своей отставке и затем уехал в ОАЭ.
Власть захватил Национальный комитет спасения народа (НКСН) во главе с полковником Ассими Гоита, который призвал к политической трансформации в стране, ведущей к всеобщим выборам, заявили о закрытии границ и введении комендантского часа.
Экономическое сообщество стран Западной Африки 20 августа приостановило членство Мали в организации и наложило на страну торговое и финансовое эмбарго с требованием передачи власти гражданским. 21 сентября НКСН объявил о наделении бывшего министра обороны Ба Ндау полномочиями временного президента на переходный период длительностью 18 месяцев (Ассими Гоита стал вице-президентом).
27 сентября 2020 года Ба Ндау назначил Моктара Уана временным премьер-министром Мали. 18 января 2021 года НКСН был распущен.
24 мая 2021 года малийские военные арестовали временного президента страны Ба Ндау, премьера Моктара Уана и министра обороны генерала Сулеймана Дукуре; причиной послужил отказ президента и премьера включить в состав переходного правительства полковников Модибо Коне и Садио Камару, активных участников военного переворота 2020 года.
В 2024 году Мали, Буркина-Фасо и Нигер образовали Конфедерацию государств Сахеля.